# Frazé
Frazé és un municipi francès, situat al departament de l'Eure i Loir i a la regió de Centre – Vall del Loira. L'any 2007 tenia 517 habitants.

## Demografia

### Població
El 2007 la població de fet de Frazé era de 517 persones. Hi havia 228 famílies, de les quals 68 eren unipersonals (28 homes vivint sols i 40 dones vivint soles), 88 parelles sense fills, 60 parelles amb fills i 12 famílies monoparentals amb fills.
La població ha evolucionat segons el següent gràfic:
Habitants censats

### Habitatges
El 2007 hi havia 338 habitatges, 234 eren l'habitatge principal de la família, 98 eren segones residències i 6 estaven desocupats. 328 eren cases i 4 eren apartaments. Dels 234 habitatges principals, 192 estaven ocupats pels seus propietaris, 35 estaven llogats i ocupats pels llogaters i 7 estaven cedits a títol gratuït; 1 tenia una cambra, 26 en tenien dues, 54 en tenien tres, 50 en tenien quatre i 103 en tenien cinc o més. 209 habitatges disposaven pel capbaix d'una plaça de pàrquing. A 111 habitatges hi havia un automòbil i a 104 n'hi havia dos o més.

### Piràmide de població
La piràmide de població per edats i sexe el 2009 era:
| Homes | Edats   | Dones |
| ----- | ------- | ----- |
| 0     | 95 o +  | 4     |
| 0     | 90 a 94 | 4     |
| 12    | 85 a 89 | 4     |
| 0     | 80 a 84 | 12    |
| 16    | 75 a 79 | 12    |
| 28    | 70 a 74 | 16    |
| 20    | 65 a 69 | 20    |
| 12    | 60 a 64 | 20    |
| 12    | 55 a 59 | 8     |
| 8     | 50 a 54 | 20    |
| 4     | 45 a 49 | 12    |
| 16    | 40 a 44 | 4     |
| 32    | 35 a 39 | 20    |
| 12    | 30 a 34 | 16    |
| 16    | 25 a 29 | 24    |
| 4     | 20 a 24 | 4     |
| 8     | 15 a 19 | 20    |
| 12    | 10 a 14 | 16    |
| 12    | 5 a 9   | 16    |
| 12    | 0 a 4   | 20    |

## Economia
El 2007 la població en edat de treballar era de 302 persones, 227 eren actives i 75 eren inactives. De les 227 persones actives 203 estaven ocupades (112 homes i 91 dones) i 24 estaven aturades (10 homes i 14 dones). De les 75 persones inactives 40 estaven jubilades, 9 estaven estudiant i 26 estaven classificades com a «altres inactius».

### Ingressos
El 2009 a Frazé hi havia 213 unitats fiscals que integraven 463 persones, la mediana anual d'ingressos fiscals per persona era de 17.688 €.

### Activitats econòmiques
Dels 18 establiments que hi havia el 2007, 1 era d'una empresa extractiva, 2 d'empreses alimentàries, 1 d'una empresa de fabricació d'altres productes industrials, 1 d'una empresa de construcció, 3 d'empreses de comerç i reparació d'automòbils, 1 d'una empresa d'hostatgeria i restauració, 1 d'una empresa financera, 4 d'empreses immobiliàries, 2 d'empreses de serveis, 1 d'una entitat de l'administració pública i 1 d'una empresa classificada com a «altres activitats de serveis».
Dels 4 establiments de servei als particulars que hi havia el 2009, 1 era una oficina bancària, 1 paleta i 2 restaurants.
Dels 2 establiments comercials que hi havia el 2009, 1 era una botiga de menys de 120 m² i 1 una fleca.
L'any 2000 a Frazé hi havia 27 explotacions agrícoles que ocupaven un total de 950 hectàrees.

## Poblacions més properes
El següent diagrama mostra les poblacions més properes.